# 池上貞子
池上 貞子（いけがみ さだこ、1947年 - ）は、日本の中国文学者。跡見学園女子大学名誉教授。

## 人物
埼玉県生まれ。東京外国語大学中国語科卒業、東京都立大学 (1949-2011)大学院修士課程修了。跡見学園女子大学文学部教授。中国語圏現代文学専門で、特に張愛玲研究に業績がある。台湾文学などを多く翻訳している。2017年3月跡見学園女子大学を定年退職し、名誉教授となる。

## 著書
- 『黄の撹乱 詩集』（詩学社） 1988.8
- 『同班同学 詩集』（リーベル出版） 1991.1
- 『張愛玲　愛と生と文学』（東方書店） 2011

『張愛玲：愛・人生・文学』中国語版（趙怡凡訳、陝西師範大学出版社） 2013

### 共著
- 『中国人のこころ 現代に生きる故事 中級中国語』（孫玄齢共訳、朝日出版社） 1994.4
- 『初級中国語花ばな』改訂版（于振領, 三宅登之、朝日出版社） 2004.4
- 『中国人のくらし 生涯好日』（張国[ロ]、朝日出版社） 2005.4
- 『中国ってこんな国! 素顔の"漢流"生活』（張国[ロ]、朝日出版社） 2008.1

## 翻訳
- 『日本留学1000日 北京っ娘の東京体験』（小草、守屋宏則共訳、東方書店） 1989.3
- 『傾城の恋』（張愛玲、平凡社） 1995.3
- 『鹿港からきた男』（黄春明他、垂水千恵, 三木直大共訳、国書刊行会、新しい台湾の文学） 2001.6
- 『天の涯までも 小説・孫文と宋慶齢』（平路、風濤社） 2003.6
- 『ションヤンの酒家』（池莉、市川宏, 久米井敦子共訳、小学館文庫） 2004.3
- 『何日君再来 いつの日きみ帰る ある大スターの死』（平路、風涛社） 2004.12
- 『荒人手記』（朱天文  国書刊行会、新しい台湾の文学） 2006.12
- 『完全強壮レシピ 焦桐詩集』（思潮社、台湾現代詩人シリーズ） 2007.12
- 『いつも香港を見つめて 往復書簡』（也斯, 四方田犬彦、岩波書店） 2008.6
- 『契丹のバラ 席慕蓉詩集』（思潮社、台湾現代詩人シリーズ） 2009.2
- 『吉陵鎮ものがたり』（李永平, 及川茜共訳、人文書院、台湾熱帯文学） 2010.11
- 『巨流河』上・下（齊邦媛、神谷まり子共訳、作品社） 2011．6